# Scudetto (sport)

Lo scudetto sportivo più noto, quello italiano, con i tre colori della bandiera: verde, bianco e rosso.

Negli sport di squadra, lo scudetto è un distintivo dalla forma di scudo con i colori della bandiera dell'Italia, che viene portato sulla divisa da gioco dalla squadra che nella stagione precedente ha vinto il massimo campionato professionistico nazionale di una disciplina. Per metonimia, il termine indica la vittoria stessa di tale competizione.
La consuetudine di rappresentare sulle divise di gioco, in caso di vittoria di un campionato, lo scudetto – ritenuto il simbolo «che rappresenta il più alto significato di valore sportivo» – è diffusa soprattutto in Italia sin dagli anni 20 del XX secolo, tanto che il termine italiano "scudetto" è conosciuto internazionalmente per indicare la vittoria di ciascun campionato italiano di massima serie, soprattutto di calcio; tuttavia abitudini simili sono state adottate anche in altri Paesi.

## Calcio

### Italia

#### Serie A
L'invenzione dello scudetto viene fatta risalire al poeta Gabriele D'Annunzio il quale, in occasione di un'amichevole disputata da una selezione italiana militare, fece apporre tale distintivo sulle maglie per la prima volta.
In seguito, l'assemblea della FIGC decise che la squadra prima classificata apponesse sulla maglia, nella stagione successiva, uno scudetto con i colori della bandiera italiana, rappresentativo dell'unità nazionale a livello calcistico. Nella stagione 1924-25 il Genoa fu quindi la prima squadra a cucire lo scudetto tricolore sulle proprie divise da gioco in quanto vincitrice del precedente campionato. La forma era quella attuale, ma lo scudetto era sormontato dalla corona dei Savoia ed era identico alla bandiera d'Italia dell'epoca: inglobava cioè nella sezione bianca lo stemma sabaudo, una croce bianca su sfondo rosso.
Ciò avvenne fino alla stagione 1930-31. A partire dalla successiva e sino al 1943, lo scudetto fu infatti sostituito in toto dallo stemma sabaudo affiancato al fascio littorio (simbolo del regime fascista nel frattempo salito al potere nel Paese); in questa fase storica, dalla stagione 1936-37 lo scudo tricolore venne "retrocesso" a simbolo della vittoria in Coppa Italia.
Alla ripresa dai campionati nazionali dopo la pausa bellica, con la stagione 1945-46 lo scudetto, già privo dello stemma sabaudo – "anticipando" il passaggio del Paese dalla monarchia alla repubblica che avverrà di lì a qualche mese –, tornò stabilmente a essere il simbolo dei campioni d'Italia.

#### Serie D
Lo scudetto è cucito anche sulle maglie della squadra vincitrice dello Scudetto Dilettanti, che viene assegnato in un torneo a cui partecipano le migliori classificate dei gironi delle Serie D: la squadra vincitrice conquista il titolo di "campione d'Italia della Lega Nazionale Dilettanti".

### America del Nord
Nella Major League Soccer, chi si aggiudica il torneo può apporre sulle proprie maglie, l'anno seguente, uno scudo con la bandiera statunitense dietro all'immagine del trofeo. Due anni dopo la vittoria lo scudetto viene sostituito da una stella, che simboleggia quindi la vittoria di un campionato avvenuta due anni prima: la stella può essere applicata con un anno di anticipo, se si sceglie di non apporre lo scudetto MLS.

### Turchia

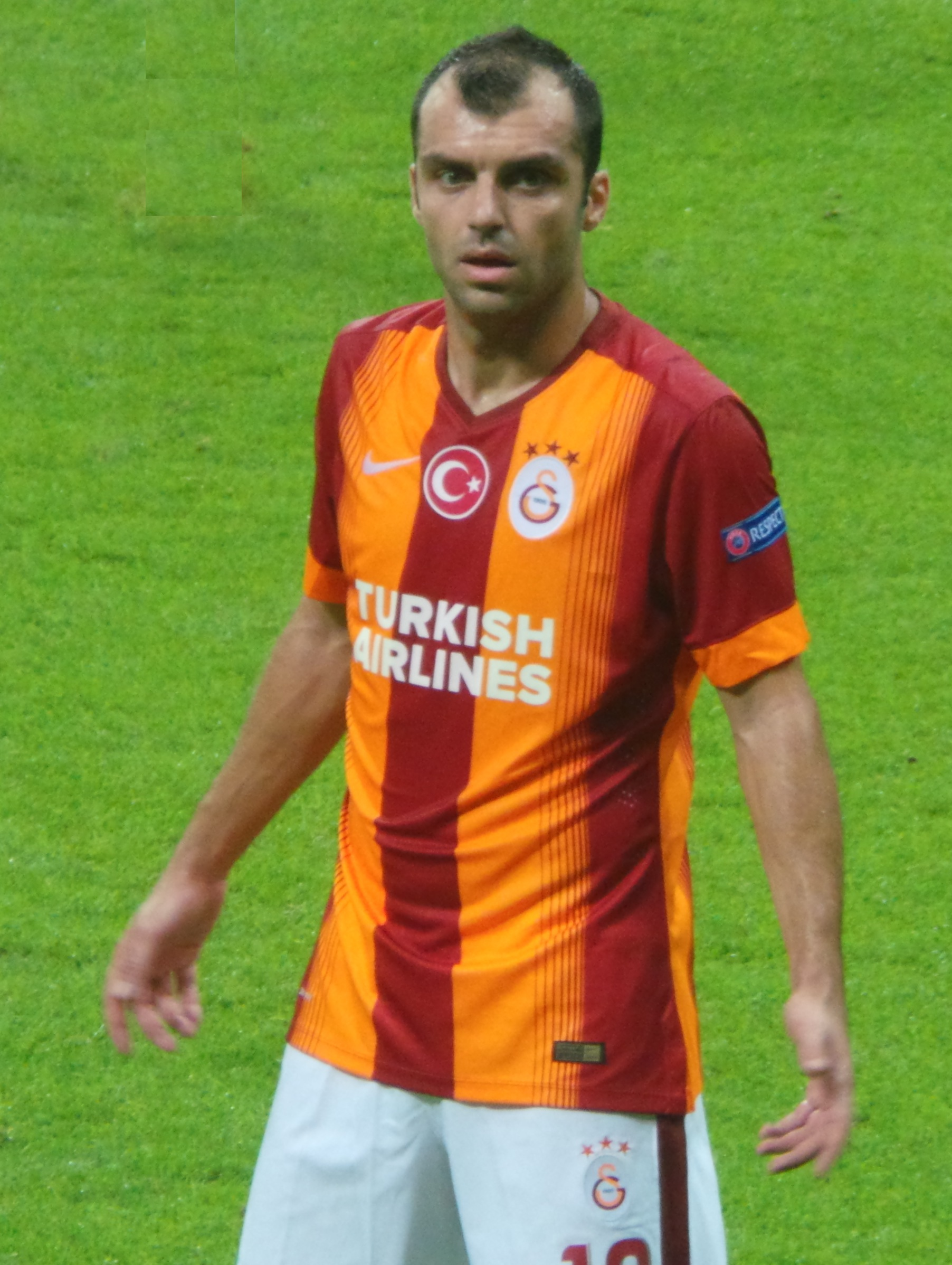
Goran Pandev con la maglia del adornata con lo scudetto con i colori della bandiera turca.

Nella Süper Lig turca la squadra campione ha la possibilità di avere uno scudetto sulle maglie dalla forma tondeggiante coi colori della bandiera nazionale.

### Portogallo
Nella Primeira Liga portoghese la squadra campione ha la possibilità di avere uno scudetto sulle maglie raffigurante lo stemma del Portogallo.

## Pallacanestro

Lo scudetto sulla canotta dell' di Dino Meneghin negli anni 80.

Anche al vincitore del campionato italiano di Serie A di pallacanestro viene assegnato uno scudetto tricolore da apporre sulle divise della stagione successiva, fino a riassegnazione, e una stella d'oro permanente dopo la decima vittoria. Al 2023, le uniche società decorate con tale stella sono:
- Olimpia Milano: 3 (1956-1957; 1981-1982, 2022-2023)
- Virtus Bologna: 1 (1983-1984)
- Pall. Varese: 1 (1998-1999)

Vi è poi l'assegnazione di uno scudetto per il vincitore della Legadue Gold e della Legadue Silver, che dal 2013-2014 sostituiscono la Legadue e la Divisione Nazionale A.

## Hockey su ghiaccio
Può fregiarsi dello scudetto tricolore anche la squadra vincitrice del campionato italiano di hockey su ghiaccio.